# Sociale geografie
Sociale geografie is de sociale wetenschap die maatschappelijke verschijnselen in heden en verleden bestudeert vanuit een ruimtelijke (geografische) invalshoek.

## Beschrijving
De ruimtelijke invalshoek is het meest kenmerkende van de sociale geografie. Het gaat in eerste instantie om het 'waar' en het 'waarom daar' van sociale verschijnselen waar dan ook op aarde. Daarnaast stelt de sociale geografie de vraag of een verschijnsel 'wenselijk' is en eventueel veranderd moet worden. Deze beleidsmatige benadering vormt een overgangsgebied met de planologie. Andere, verwante sociale wetenschappen zijn de sociologie, antropologie, economie en de politicologie. Met specialisaties van deze wetenschappen bestaat overlap in onderwerp en aanpak, in bijvoorbeeld de stadssociologie, de regionale economie en de rurale sociologie.
De benadering van geografisch relevante verschijnselen varieert in de loop van de wetenschapsgeschiedenis van de (sociale) geografie. Om enige ordening aan te brengen in de veelheid van zienswijzen, is de indeling die de Amerikaanse geograaf N.D. Pattison maakte in 1964, nog steeds bruikbaar. Hij onderscheidde:
- Ruimtelijke traditie (spatial tradition). Het accent ligt op ligging, afstand, vorm, beweging en spreiding van verschijnselen op aarde
- Gebiedsgerichte traditie (area studies tradition). Men concentreert zich op de beschrijving van specifieke geografische gebieden. Tegenwoordig is 'regionale geografie' de meest gangbare benaming voor deze benadering. In de tweede helft van de 20e eeuw is deze manier van werken op de achtergrond geraakt (te inventariserend en te weinig analyserend), maar de laatste decennia laten een herleving zien. Er wordt nu gesproken van een 'nieuwe regionale geografie'.
- De mens-aardetraditie (man-land tradition). Het gaat hierbij vooral om de interactie tussen mens en natuurlijke omgeving. Het fysisch-geografisch determinisme en het possibilisme zijn twee uitersten bij het antwoord op de vraag of de mens onderworpen is aan het natuurlijk systeem of dat hij creatief gebruikmaakt van de mogelijkheden die de natuur biedt.
- De aardwetenschappelijke traditie (earth science tradition). Valt vrijwel geheel samen met wat nu fysische geografie wordt genoemd.

## Ontwikkeling
Geografische kennis is zo oud als de mensheid zelf, omdat de mens nu eenmaal kennis van de woonomgeving nodig heeft om te kunnen bestaan. Al de eerste mensen hadden behoefte aan een beeld van de wereld, zij waren immers zwervende volkeren die leefden van wat ze onderweg vonden. Het uitstippelen van goede routes was levensnoodzakelijk. Eerst werd de informatie mondeling doorgegeven, uiteindelijk gebeurde dit via min of meer bruikbare geografische kaarten. Het woord geografie heeft een Griekse oorsprong en betekent letterlijk aardbeschrijving. 

### Oudheid
Er is weinig bekend van de geografische kennis van de Mesopotamische en Egyptische culturen. Toch organiseerden zij al verkenningstochten, die meestal van militaire aard waren. Ze reisden alleszins vooral over land.
De Feniciërs waren zeelui. Ze leefden op een smalle kuststrook en waren voortdurend op zoek naar nieuwe afzetmarkten. Daarom verkenden ze vooral de kusten van de Middellandse Zee. 
In de Griekse Oudheid ontstonden de eerste meer systematisch opgezette geografieën. Bekende geografen of auteurs van geografisch getinte werken zijn onder andere Eratosthenes (ca. 284 - ca. 204 v.Chr.), die als eerste een handboek over algemene geografie schreef, Ptolemaeus (ca. 85 - ca. 150) en Strabo (ca. 64 v.Chr. – ca. 20 na Chr.). Strabo schreef de 17-delige Geographia gebaseerd op gegevens van honderden andere auteurs. Tot in de Middeleeuwen werd er onder andere in schoolboeken van dit werk gebruikgemaakt.
Al in de Grieks-Romeinse Oudheid kon een onderscheid worden gemaakt tussen een mathematisch-cartografische traditie (Ptolemaeus) en een historiografische traditie (een soort land- en volkenkunde vermengd met geschiedenis.

### De Middeleeuwen
Tijdens de Middeleeuwen waren het vooral monniken die wat aan wetenschap deden. Ze waren op de hoogte van een deel van de kennis uit de Oudheid. Bovendien kregen ze informatie van reizigers, kooplui en soldaten. Toch was de bijbel in deze periode de tekst met het meeste gezag. Al deze kennis trachtten de monniken met elkaar te verzoenen. Dit had als resultaat dat naarmate de beschreven gebieden verder lagen, de voorstellingen fantasierijker waren. 
De enige middeleeuwse verkenningen uit het westen waren de tochten van de Noormannen aan het einde van de 10e eeuw uit Ierland en Scandinavië naar IJsland, Groenland en Vinland (vermoedelijk Noord-Amerika). De verkenners van deze gebieden waren vooral politieke bannelingen die op zoek gingen naar nieuw bewoonbaar land. 
De radkaarten waren de meest voorkomende middeleeuwse wereldvoorstellingen. De bewoonde wereld werd daarbij voorgesteld als een cirkelvormige schijf. In het centrum van dit wereldbeeld lag steeds Jeruzalem. Het oosten ligt bijna altijd bovenaan. De landmassa werd door een 'T' van water in drie stukken verdeeld. De 'T' bestond uit de verbinding van de Donau met de Nijl enerzijds en de Middellandse Zee anderzijds. Azië lag daarbij bovenaan, Europa linksonder en Afrika rechtsonder. Alleen de kustlijnen van het Middellandse Zeegebied werden goed voorgesteld, de andere kusten en de binnenlanden waren gefantaseerd. Deze kaarten hadden een religieus doel, ze dienden als versiering bij beschrijvingen van de wereldgeschiedenis vanaf de schepping. Soms werden ze ook als altaarstukken gebruikt. Daarom had de godsdienstige inhoud de overhand op de werkelijkheid.
Door de toenemende handelscontacten tussen de middeleeuwse steden zou dit echter veranderen. Men had immers steeds meer nood aan meer werkelijkheidsgetrouwe kaarten. Toch zou het op religie gebaseerde wereldbeeld slechts langzaam wijken voor de feitelijke observaties.
De portulanen waren kaarten waarop de kusten, riviermonden en havens nauwkeurig geregistreerd waren. Via de islam kwam het kompas in Europa in gebruik. De schippers hadden kaarten nodig die hielpen de juiste koers tussen handelssteden te bepalen. Deze portulanen werden naar het magnetische noorden gericht. De eerste portulanen verschenen aan het einde van de 13e eeuw.

### Renaissance
In de Renaissance herleeft de belangstelling voor de geografische werken uit de Klassieke Oudheid. Met name het werk van Ptolemaeus is invloedrijk.

### 16e eeuw
In de 16e eeuw was de Zuid-Nederlandse cartografie toonaangevend. Antwerpen en Amsterdam werden de grote wereldhavens waar alle informatie over nieuwe handelsroutes en pas geëxploreerde gebieden binnenkwam. 
Belangrijke cartografen waren onder meer Jacob van Deventer, Frans Hogenberg, Abraham Ortelius en Gerard Mercator.

### 17e eeuw
In de 17e eeuw nam Noord-Nederland het cartografische roer van Vlaanderen over, met namen als Hondius en Kaerius (twee uitgeweken Vlamingen), Blaeu, Janssonius, Visscher enz. Allen hadden ze zich in Amsterdam gevestigd, het nieuwe belangrijke kaartuitgeverscentrum van Europa. Hier kwam de globeconstructie tot verdere ontwikkeling en bloei. Oorspronkelijk waren deze hemel- en wereldbollen als werkinstrumenten voor zeelui bedoeld geweest, maar al spoedig werden ze als naslagwerken en zelfs als interieurversiering in onder meer bibliotheken en herenhuizen gebruikt.
In tegenstelling tot het zeevarende noorden kwam in Frankrijk de vraag naar bruikbare kaarten niet zozeer van zee- en kooplui, maar van welstellende burgers en edellieden met een grote belangstelling voor geografie. De cartografie diende er eerder als vrijetijdsbesteding. Tegen het jaar 1700 bereikte de Franse cartografie een even hoog niveau als in het noorden. De stimulans ging daarbij ook uit van het koninklijke hof. De ambitieuze Lodewijk XIV ging de cartografie beschouwen als een instrument in dienst van zijn expansiepolitiek. Kaarten en atlassen moesten zijn veldtochten en veroveringen verheerlijken.

### 18e eeuw
De 18ee eeuw betekende een revolutionaire omwenteling in de systematische topografische cartografie. Vanaf die periode was ze gebaseerd op nauwkeurigheidsmetingen, dankzij de enorme ontwikkeling van wetenschappelijke instrumenten zoals de optische topografische kijkers en de uitvinding van de telescoop. Een belangrijke naam was graaf Joseph de Ferraris, die de opdracht kreeg van het keizerlijke hof de Oostenrijkse Nederlanden in kaart te brengen. 
In de 18e eeuw wordt de ontwikkeling van de geografie gestimuleerd door de voortgaande exploratie van gebieden buiten Europa. Er was een dringende behoefte om de tijdens allerlei expedities verkregen kennis systematisch te classificeren en te beschrijven. Als ruimtelijke eenheden voor deze beschrijvingen koos men of voor politieke eenheden (Staatengeographie of politieke geografie genoemd) of voor natuurlijke eenheden (delta's, stroomgebieden, laagvlakten etc.).

### Eerste helft 19e eeuw
Het geografisch werk in de eerste helft van de 19e eeuw werd beheerst door de opvattingen van twee Duitse geografen: Alexander von Humboldt (1796-1859) en Carl Ritter (1779-1859). Beide geleerden legden de basis voor een 'vergleichende Erdkunde'. Op basis van nauwgezette beschrijvingen van geografisch relevante verschijnselen probeerde men een verklaring te vinden voor de geconstateerde samenhang. Doordat er tevens aandacht werd gevraagd voor het historische element kwam de geografie los van de pure feitenopsomming van de eeuwen daarvoor.

### Darwins invloed
In 1859, het jaar van het overlijden van Von Humboldt en Ritter, verscheen Darwins Origin of species. Het werk had grote invloed op de ontwikkeling van de wetenschap, de geografie niet uitgezonderd. Darwins concepten als 'struggle for life' en 'survival of the fittest' pasten niet meer in de natuuropvatting van Von Humboldt, waarin de natuur als een harmonisch geheel werd gezien. Het teleologisch verklaringsmodel van Ritter (het verwijzen naar een goddelijke voorzienigheid als verklaring voor processen en verschijnselen) werd vervangen door een mechanistisch verklaringsmodel, waarin oorzaak en gevolg verklaard moesten worden door de toepassing van natuurwetten. Het betekende dat er in deze periode veel aandacht was voor fysisch-geografische verschijnselen.

### Eind 19e eeuw – begin 20e eeuw
Door ontwikkelingen op politiek en economisch gebied in de laatste 30 jaar van de 19e eeuw kwam de geografie in een stroomversnelling. Geografische wetenschappers verschaften de noodzakelijke kennis voor de snelle ontwikkeling van handel en industrie. Daarmee werd ook een belangrijke bijdrage geleverd voor het bereiken van de imperialistische doelstellingen van landen als Frankrijk, Engeland en Duitsland.
In afzonderlijke artikelen wordt aandacht geschonken aan:
- De ecologische geografie (Duitsland)
- Het fysisch-geografisch determinisme
- De geopolitiek
- De ecologische geografie (Frankrijk)
- De chorologische geografie
- De cultuurlandschapsgeografie zie Culturele geografie
- De ontwikkeling van de Nederlandse sociale geografie

In de laatste zestig jaar is er in de sociale geografie veel veranderd, zowel kwalitatief als kwantitatief. Kwantitatief omdat de discipline in de laatste zestig jaar enorm is gegroeid. Kwalitatief omdat ze ten opzichte van de geografie van voor de Tweede Wereldoorlog grondig van opvattingen is veranderd.
We onderscheiden drie hoofdstromen in het denken over sociale geografie sinds de Tweede Wereldoorlog:
- Ruimtelijke analyse en behaviorale geografie
- Humanistische geografie
- Maatschappijkritische geografie

### Eind 20e eeuw
In de jaren tachtig en negentig van de twintigste eeuw komt de culturele geografie of ook wel cultuurgeografie hernieuwd in de aandacht.
Onder invloed van onder anderen Michel Foucault ontstond er binnen de sociale wetenschappen een hernieuwde aandacht voor het ruimtelijk gedrag. Geholpen door invloed van technologische ontwikkelingen zoals het geografisch informatiesysteem en teledetectie kwam er sinds de jaren negentig een paradigmawisseling waarbij ruimte ook in andere disciplines een sociale constructie is geworden. Geografie is hiermee een volwaardig onderdeel geworden van een interdisciplinaire benadering binnen de verschillende sociale wetenschappen.

## Geografie en theorie
De geografie heeft weinig theorieën of wetten die uitsluitend in deze discipline worden gebruikt. Vele theorieën worden ontleend aan verwante sociale wetenschappen, zoals de economie, sociologie en psychologie. Of de geografie ontleent haar theorieën en basisprincipes aan andere stromingen, zoals het marxisme (marxistische geografie en maatschappijkritische geografie) of feminisme (feministische geografie). De meest geografische theorieën in de geografie zijn misschien de centrale-plaatsentheorie van Walter Christaller, toepassingen van het graviteitsmodel (zie Graviteitsmodel in de geografie), het innovatiediffusiemodel van Hägerstrand, de deterministische benadering van Ratzel, de theorie van cumulatieve causatie van Gunnar Myrdal en op dit moment van evolutiebioloog Jared Diamond.

## Opleidingen
In België kan men Sociale Geografie studeren aan
- Katholieke Universiteit Leuven
- Université de Liège
- Universiteit Gent
- Vrije Universiteit Brussel
- Université Libre de Bruxelles (Engels)

In Nederland kan men Sociale Geografie studeren aan
- Rijksuniversiteit Groningen (Faculteit der Ruimtelijke Wetenschappen)
- Radboud Universiteit Nijmegen (Faculteit der Managementwetenschappen)
- Universiteit Utrecht (Faculteit Geowetenschappen)
- Universiteit van Amsterdam (Faculteit der Maatschappij- en Gedragswetenschappen)